# ساروس خورشیدی ۱۳۳
ساروس ۱۳۳ دوره‌ای زمانی با چرخه‌ای حدود ۱۸ سال و ۱۱ روز و ۸ ساعت (تقریباً ۶۵۸۵ و یک سوم روز) است که شامل ۷۱ خورشیدگرفتگی می‌شود.
| ساروس | عضو | تاریخ                        | زمان (بزرگ‌ترین) ساعت هماهنگ جهانی | نوع    | مکان طول و عرض جغرافیایی                        | گاما    | قدر    | گُستره (km) | مدت زمان (دقیقه: ثانیه) | منبع |
| ----- | --- | ---------------------------- | --------------------------------- | ------ | ----------------------------------------------- | ------- | ------ | ---------- | ----------------------- | ---- |
| ۱۳۳   | ۱   | ۱۳ ژوئیه ۱۲۱۹                | ۸:۲۳:۴۱                           | جزئی   | ۶۸°۲۴′شمالی ۱۳۷°۱۲′غربی / ۶۸٫۴°شمالی ۱۳۷٫۲°غربی | 1.5337  | 0.0308 |            |                         |      |
| ۱۳۳   | ۲   | ۲۳ ژوئیه ۱۲۳۷                | ۱۵:۲۰:۴۳                          | جزئی   | 69.4N 106.7E                                    | 1.4562  | 0.1681 |            |                         |      |
| ۱۳۳   | ۳   | ۳ اوت ۱۲۵۵                   | ۲۲:۲۳:۳۹                          | جزئی   | 70.2N 11.5W                                     | 1.3823  | 0.2996 |            |                         |      |
| ۱۳۳   | ۴   | ۱۴ اوت ۱۲۷۳                  | ۵:۳۵:۲۶                           | جزئی   | 71N 132.5W                                      | 1.3146  | 0.4205 |            |                         |      |
| ۱۳۳   | ۵   | ۲۵ اوت ۱۲۹۱                  | ۱۲:۵۵:۳۱                          | جزئی   | 71.6N 103.8E                                    | 1.2525  | 0.5314 |            |                         |      |
| ۱۳۳   | ۶   | ۴ سپتامبر ۱۳۰۹               | ۲۰:۲۵:۲۶                          | جزئی   | 72N 22.7W                                       | 1.1974  | 0.63   |            |                         |      |
| ۱۳۳   | ۷   | ۱۶ سپتامبر ۱۳۲۷              | ۴:۰۴:۲۹                           | جزئی   | 72.1N 151.8W                                    | 1.1489  | 0.7168 |            |                         |      |
| ۱۳۳   | ۸   | ۲۶ سپتامبر ۱۳۴۵              | ۱۱:۵۳:۵۳                          | جزئی   | 72N 76.5E                                       | 1.1079  | 0.7902 |            |                         |      |
| ۱۳۳   | ۹   | ۷ اکتبر ۱۳۶۳                 | ۱۹:۵۲:۵۵                          | جزئی   | 71.6N 57.4W                                     | 1.0741  | 0.8507 |            |                         |      |
| ۱۳۳   | ۱۰  | ۱۸ اکتبر ۱۳۸۱                | ۴:۰۰:۲۰                           | جزئی   | 71N 167.1E                                      | 1.0464  | 0.9004 |            |                         |      |
| ۱۳۳   | ۱۱  | ۲۹ اکتبر ۱۳۹۹                | ۱۲:۱۷:۰۸                          | جزئی   | 70.2N 29.8E                                     | 1.0256  | 0.938  |            |                         |      |
| ۱۳۳   | ۱۲  | ۸ نوامبر ۱۴۱۷                | ۲۰:۴۱:۰۲                          | جزئی   | 69.2N 108.6W                                    | 1.0097  | 0.967  |            |                         |      |
| ۱۳۳   | ۱۳  | ۲۰ نوامبر ۱۴۳۵               | ۵:۱۲:۰۲                           | حلقه‌ای | 68.2N 111.8E                                    | 0.9991  | 0.9868 | -          | -                       |      |
| ۱۳۳   | ۱۴  | ۳۰ نوامبر ۱۴۵۳               | ۱۳:۴۶:۱۷                          | حلقه‌ای | 60.4N 27.7W                                     | ۰٫۹۹۰۳  | ۰٫۹۸۴۲ | ۴۶۹        | ۱ دقیقه و ۱۴ ثانیه      |      |
| ۱۳۳   | ۱۵  | ۱۱ دسامبر ۱۴۷۱               | ۲۲:۲۵:۲۰                          | حلقه‌ای | 57.1N 165W                                      | ۰٫۹۸۴۹  | ۰٫۹۸۷۱ | ۲۸۷        | ۱ دقیقه و ۲ ثانیه       |      |
| ۱۳۳   | ۱۶  | ۲۲ دسامبر ۱۴۸۹               | ۷:۰۴:۵۷                           | حلقه‌ای | 54.6N 58.8E                                     | ۰٫۹۷۹۱  | ۰٫۹۹۰۴ | ۱۷۵        | ۰ دقیقه و ۴۷ ثانیه      |      |
| ۱۳۳   | ۱۷  | ۲ ژانویه ۱۵۰۸                | ۱۵:۴۵:۰۹                          | حلقه‌ای | 52.8N 77W                                       | ۰٫۹۷۳۲  | ۰٫۹۹۴۱ | ۹۲         | ۰ دقیقه و ۲۸ ثانیه      |      |
| ۱۳۳   | ۱۸  | ۱۳ ژانویه ۱۵۲۶               | ۰:۲۲:۳۱                           | حلقه‌ای | 51N 148.8E                                      | ۰٫۹۶۴۴  | ۰٫۹۹۸۵ | ۱۹         | ۰ دقیقه و ۷ ثانیه       |      |
| ۱۳۳   | ۱۹  | ۲۴ ژانویه ۱۵۴۴               | ۸:۵۷:۴۵                           | مرکب   | 49.7N 16E                                       | ۰٫۹۵۳۳  | ۱٫۰۰۳۵ | ۴۰         | ۰ دقیقه و ۱۶ ثانیه      |      |
| ۱۳۳   | ۲۰  | ۳ فوریه ۱۵۶۲                 | ۱۷:۲۷:۳۳                          | کامل   | 48.6N 114.5W                                    | ۰٫۹۳۷۳  | ۱٫۰۰۹۱ | ۸۹         | ۰ دقیقه و ۴۱ ثانیه      |      |
| ۱۳۳   | ۲۱  | ۱۵ فوریه ۱۵۸۰                | ۱:۵۲:۱۳                           | کامل   | 47.9N 117.3E                                    | ۰٫۹۱۶۴  | ۱٫۰۱۵۱ | ۱۲۷        | ۱ دقیقه و ۷ ثانیه       |      |
| 133   | 22  | March ۷، ۱۵۹۸                | ۱۰:۱۰:۰۱                          | کامل   | 47.7N 8.2W                                      | ۰٫۸۸۹۳  | ۱٫۰۲۱۴ | ۱۵۶        | ۱ دقیقه و ۳۳ ثانیه      |      |
| ۱۳۳   | ۲۳  | ۱۷ مارس ۱۶۱۶                 | ۱۸:۲۱:۴۵                          | کامل   | 48N 131.4W                                      | ۰٫۸۵۶۸  | ۱٫۰۲۷۹ | ۱۸۰        | ۱ دقیقه و ۵۸ ثانیه      |      |
| ۱۳۳   | ۲۴  | ۲۹ مارس ۱۶۳۴                 | ۲:۲۵:۱۱                           | کامل   | 48.7N 108.6E                                    | ۰٫۸۱۶۹  | ۱٫۰۳۴۶ | ۱۹۸        | ۲ دقیقه و ۲۴ ثانیه      |      |
| 133   | 25  | April ۸، ۱۶۵۲                | ۱۰:۲۲:۲۸                          | کامل   | 49.6N 8.9W                                      | ۰٫۷۷۱۳  | ۱٫۰۴۱۲ | ۲۱۳        | ۲ دقیقه و ۴۹ ثانیه      |      |
| ۱۳۳   | ۲۶  | ۱۹ آوریل ۱۶۷۰                | ۱۸:۱۲:۲۰                          | کامل   | 50.6N 123.3W                                    | ۰٫۷۱۹۱  | ۱٫۰۴۷۶ | ۲۲۵        | ۳ دقیقه و ۱۵ ثانیه      |      |
| ۱۳۳   | ۲۷  | ۳۰ آوریل ۱۶۸۸                | ۱:۵۷:۳۴                           | کامل   | 51.4N 124.4E                                    | ۰٫۶۶۲۱  | ۱٫۰۵۳۵ | ۲۳۴        | ۳ دقیقه و ۴۰ ثانیه      |      |
| ۱۳۳   | ۲۸  | ۱۲ مه ۱۷۰۶                   | ۹:۳۵:۰۹                           | کامل   | 51.5N 15.2E                                     | ۰٫۵۹۸۴  | ۱٫۰۵۹۱ | ۲۴۲        | ۴ دقیقه و ۶ ثانیه       |      |
| 133   | 29  | May ۲۲، ۱۷۲۴                 | ۱۷:۱۰:۰۹                          | کامل   | 50.8N 92.9W                                     | ۰٫۵۳۱۸  | ۱٫۰۶۴  | ۲۴۷        | ۴ دقیقه و ۳۳ ثانیه      |      |
| ۱۳۳   | ۳۰  | ۳ ژوئن ۱۷۴۲                  | ۰:۳۹:۵۷                           | کامل   | 49N 160.2E                                      | ۰٫۴۶۰۷  | ۱٫۰۶۸۳ | ۲۵۱        | ۵ دقیقه و ۰ ثانیه       |      |
| ۱۳۳   | ۳۱  | ۱۳ ژوئن ۱۷۶۰                 | ۸:۰۹:۱۵                           | کامل   | 46N 52.7E                                       | ۰٫۳۸۸۳  | ۱٫۰۷۱۹ | ۲۵۴        | ۵ دقیقه و ۲۷ ثانیه      |      |
| 133   | 32  | June ۲۴، ۱۷۷۸                | ۱۵:۳۴:۵۶                          | کامل   | 41.8N 55W                                       | ۰٫۳۱۲۷  | ۱٫۰۷۴۶ | ۲۵۵        | ۵ دقیقه و ۵۲ ثانیه      |      |
| ۱۳۳   | ۳۳  | ۴ ژوئیه ۱۷۹۶                 | ۲۳:۰۲:۵۴                          | کامل   | 36.8N 164.6W                                    | ۰٫۲۳۸۵  | ۱٫۰۷۶۴ | ۲۵۵        | ۶ دقیقه و ۱۵ ثانیه      |      |
| ۱۳۳   | ۳۴  | ۱۷ ژوئیه ۱۸۱۴                | ۶:۳۰:۲۹                           | کامل   | 30.9N 84.7E                                     | ۰٫۱۶۴۱  | ۱٫۰۷۷۴ | ۲۵۴        | ۶ دقیقه و ۳۳ ثانیه      |      |
| ۱۳۳   | ۳۵  | ۲۷ ژوئیه ۱۸۳۲                | ۱۴:۰۱:۰۶                          | کامل   | 24.5N 27.9W                                     | ۰٫۰۹۱۹  | ۱٫۰۷۷۶ | ۲۵۲        | ۶ دقیقه و ۴۶ ثانیه      |      |
| ۱۳۳   | ۳۶  | ۷ اوت ۱۸۵۰                   | ۲۱:۳۳:۵۴                          | کامل   | 17.7N 141.8W                                    | ۰٫۰۲۱۵  | ۱٫۰۷۶۹ | ۲۴۹        | ۶ دقیقه و ۵۰ ثانیه      |      |
| ۱۳۳   | ۳۷  | خورشیدگرفتگی ۱۸ اوت ۱۸۶۸     | ۵:۱۲:۱۰                           | کامل   | 10.6N 102.2E                                    | -۰٫۰۴۴۳ | ۱٫۰۷۵۶ | ۲۴۵        | ۶ دقیقه و ۴۷ ثانیه      |      |
| ۱۳۳   | ۳۸  | خورشیدگرفتگی ۲۹ اوت ۱۸۸۶     | ۱۲:۵۵:۲۳                          | کامل   | 3.5N 15.3W                                      | -۰٫۱۰۵۹ | ۱٫۰۷۳۵ | ۲۴۰        | ۶ دقیقه و ۳۶ ثانیه      |      |
| ۱۳۳   | ۳۹  | خورشیدگرفتگی ۹ سپتامبر ۱۹۰۴  | ۲۰:۴۴:۲۱                          | کامل   | 3.7S 134.5W                                     | -۰٫۱۶۲۵ | ۱٫۰۷۰۹ | ۲۳۴        | ۶ دقیقه و ۲۰ ثانیه      |      |
| ۱۳۳   | ۴۰  | خورشیدگرفتگی ۲۱ سپتامبر ۱۹۲۲ | ۴:۴۰:۳۱                           | کامل   | 10.7S 104.5E                                    | -۰٫۲۱۳  | ۱٫۰۶۷۸ | ۲۲۶        | ۵ دقیقه و ۵۹ ثانیه      |      |
| ۱۳۳   | ۴۱  | خورشیدگرفتگی ۱ اکتبر ۱۹۴۰    | ۱۲:۴۴:۰۶                          | کامل   | 17.5S 18.2W                                     | -۰٫۲۵۷۳ | ۱٫۰۶۴۵ | ۲۱۸        | ۵ دقیقه و ۳۵ ثانیه      |      |
| ۱۳۳   | ۴۲  | خورشیدگرفتگی ۱۲ اکتبر ۱۹۵۸   | ۲۰:۵۵:۲۸                          | کامل   | 24S 142.4W                                      | -۰٫۲۹۵۱ | ۱٫۰۶۰۸ | ۲۰۹        | ۵ دقیقه و ۱۱ ثانیه      |      |
| ۱۳۳   | ۴۳  | خورشیدگرفتگی ۲۳ اکتبر ۱۹۷۶   | ۵:۱۳:۴۵                           | کامل   | 30S 92.3E                                       | -۰٫۳۲۷  | ۱٫۰۵۷۲ | ۱۹۹        | ۴ دقیقه و ۴۶ ثانیه      |      |
| ۱۳۳   | ۴۴  | خورشیدگرفتگی ۳ نوامبر ۱۹۹۴   | ۱۳:۴۰:۰۶                          | کامل   | 35.4S 34.2W                                     | -۰٫۳۵۲۲ | ۱٫۰۵۳۵ | ۱۸۹        | ۴ دقیقه و ۲۳ ثانیه      |      |
| ۱۳۳   | ۴۵  | خورشیدگرفتگی ۲۴ آبان ۱۳۹۱    | ۲۲:۱۲:۵۵                          | کامل   | 40S 161.3W                                      | -۰٫۳۷۱۹ | ۱٫۰۵   | ۱۷۹        | ۴ دقیقه و ۲ ثانیه       |      |
| ۱۳۳   | ۴۶  | خورشیدگرفتگی ۲۵ نوامبر ۲۰۳۰  | ۶:۵۱:۳۷                           | کامل   | 43.6S 71.2E                                     | -۰٫۳۸۶۷ | ۱٫۰۴۶۸ | ۱۶۹        | ۳ دقیقه و ۴۴ ثانیه      |      |
| ۱۳۳   | ۴۷  | خورشیدگرفتگی ۵ دسامبر ۲۰۴۸   | ۱۵:۳۵:۲۷                          | کامل   | 46.1S 56.4W                                     | -۰٫۳۹۷۳ | ۱٫۰۴۴  | ۱۶۰        | ۳ دقیقه و ۲۸ ثانیه      |      |
| ۱۳۳   | ۴۸  | خورشیدگرفتگی ۱۷ دسامبر ۲۰۶۶  | ۰:۲۳:۴۰                           | کامل   | 47.4S 175.8E                                    | -۰٫۴۰۴۳ | ۱٫۰۴۱۶ | ۱۵۲        | ۳ دقیقه و ۱۴ ثانیه      |      |
| ۱۳۳   | ۴۹  | خورشیدگرفتگی ۲۷ دسامبر ۲۰۸۴  | ۹:۱۳:۴۸                           | کامل   | 47.3S 47.7E                                     | -۰٫۴۰۹۴ | ۱٫۰۳۹۶ | ۱۴۶        | ۳ دقیقه و ۴ ثانیه       |      |
| ۱۳۳   | ۵۰  | ۸ ژانویه ۲۱۰۳                | ۱۸:۰۴:۲۱                          | کامل   | 46.1S 80.8W                                     | -۰٫۴۱۴  | ۱٫۰۳۸۱ | ۱۴۰        | ۲ دقیقه و ۵۷ ثانیه      |      |
| ۱۳۳   | ۵۱  | ۱۹ ژانویه ۲۱۲۱               | ۲:۵۴:۱۵                           | کامل   | 43.9S 150.1E                                    | -۰٫۴۱۹  | ۱٫۰۳۷۱ | ۱۳۷        | ۲ دقیقه و ۵۲ ثانیه      |      |
| ۱۳۳   | ۵۲  | ۳۰ ژانویه ۲۱۳۹               | ۱۱:۴۲:۲۵                          | کامل   | 41S 20.7E                                       | -۰٫۴۲۵۵ | ۱٫۰۳۶۴ | ۱۳۵        | ۲ دقیقه و ۴۹ ثانیه      |      |
| ۱۳۳   | ۵۳  | ۹ فوریه ۲۱۵۷                 | ۲۰:۲۵:۳۶                          | کامل   | 37.7S 108.4W                                    | -۰٫۴۳۵۸ | ۱٫۰۳۶۲ | ۱۳۵        | ۲ دقیقه و ۴۹ ثانیه      |      |
| ۱۳۳   | ۵۴  | ۲۱ فوریه ۲۱۷۵                | ۵:۰۴:۲۴                           | کامل   | 34.2S 122.9E                                    | -۰٫۴۴۹۵ | ۱٫۰۳۶۲ | ۱۳۵        | ۲ دقیقه و ۵۰ ثانیه      |      |
| ۱۳۳   | ۵۵  | ۳ مارس ۲۱۹۳                  | ۱۳:۳۶:۰۸                          | کامل   | 30.9S 4.4W                                      | -۰٫۴۶۸۹ | ۱٫۰۳۶۵ | ۱۳۷        | ۲ دقیقه و ۵۳ ثانیه      |      |
| ۱۳۳   | ۵۶  | ۱۵ مارس ۲۲۱۱                 | ۲۲:۰۱:۴۰                          | کامل   | 27.8S 130.6W                                    | -۰٫۴۹۳۱ | ۱٫۰۳۶۸ | ۱۴۰        | ۲ دقیقه و ۵۷ ثانیه      |      |
| ۱۳۳   | ۵۷  | ۲۶ مارس ۲۲۲۹                 | ۶:۱۷:۳۵                           | کامل   | 25.5S 105.5E                                    | -۰٫۵۲۵۱ | ۱٫۰۳۷۱ | ۱۴۴        | ۳ دقیقه و ۲ ثانیه       |      |
| ۱۳۳   | ۵۸  | ۶ آوریل ۲۲۴۷                 | ۱۴:۲۶:۵۱                          | کامل   | 23.8S 16.9W                                     | -۰٫۵۶۲۴ | ۱٫۰۳۷۲ | ۱۴۹        | ۳ دقیقه و ۷ ثانیه       |      |
| ۱۳۳   | ۵۹  | ۱۶ آوریل ۲۲۶۵                | ۲۲:۲۶:۱۹                          | کامل   | 23.1S 136.8W                                    | -۰٫۶۰۷۳ | ۱٫۰۳۷۱ | ۱۵۴        | ۳ دقیقه و ۱۱ ثانیه      |      |
| ۱۳۳   | ۶۰  | ۲۸ آوریل ۲۲۸۳                | ۶:۱۸:۲۱                           | کامل   | 23.6S 105E                                      | -۰٫۶۵۸۱ | ۱٫۰۳۶۶ | ۱۶۰        | ۳ دقیقه و ۱۳ ثانیه      |      |
| ۱۳۳   | ۶۱  | ۹ مه ۲۳۰۱                    | ۱۴:۰۰:۵۹                          | کامل   | 25.5S 11W                                       | -۰٫۷۱۶۱ | ۱٫۰۳۵۴ | ۱۶۸        | ۳ دقیقه و ۱۰ ثانیه      |      |
| ۱۳۳   | ۶۲  | ۲۰ مه ۲۳۱۹                   | ۲۱:۳۷:۲۳                          | کامل   | 29S 125.8W                                      | -۰٫۷۷۸۶ | ۱٫۰۳۳۶ | ۱۷۸        | ۳ دقیقه و ۲ ثانیه       |      |
| ۱۳۳   | ۶۳  | ۳۱ مه ۲۳۳۷                   | ۵:۰۵:۵۶                           | کامل   | 34.6S 121.2E                                    | -۰٫۸۴۷  | ۱٫۰۳۰۹ | ۱۹۵        | ۲ دقیقه و ۴۶ ثانیه      |      |
| ۱۳۳   | ۶۴  | ۱۱ ژوئن ۲۳۵۵                 | ۱۲:۲۸:۱۸                          | کامل   | 43.3S 9.2E                                      | -۰٫۹۱۹۶ | ۱٫۰۲۶۹ | ۲۳۳        | ۲ دقیقه و ۱۸ ثانیه      |      |
| ۱۳۳   | ۶۵  | ۲۱ ژوئن ۲۳۷۳                 | ۱۹:۴۵:۲۹                          | کامل   | 62.7S 100.1W                                    | -۰٫۹۹۵۴ | ۱٫۰۱۹۱ | -          | ۱ دقیقه و ۲۴ ثانیه      |      |
| ۱۳۳   | ۶۶  | ۳ ژوئیه ۲۳۹۱                 | ۲:۵۸:۵۳                           | جزئی   | 67.1S 143E                                      | -1.0732 | 0.8664 |            |                         |      |
| ۱۳۳   | ۶۷  | ۱۳ ژوئیه ۲۴۰۹                | ۱۰:۰۹:۳۳                          | جزئی   | 68.1S 24.6E                                     | -1.1523 | 0.7186 |            |                         |      |
| ۱۳۳   | ۶۸  | ۲۴ ژوئیه ۲۴۲۷                | ۱۷:۱۸:۱۰                          | جزئی   | 69.1S 93.7W                                     | -1.2318 | 0.5709 |            |                         |      |
| ۱۳۳   | ۶۹  | ۴ اوت ۲۴۴۵                   | ۰:۲۷:۲۲                           | جزئی   | 70S 147.3E                                      | -1.3097 | 0.4272 |            |                         |      |
| ۱۳۳   | ۷۰  | ۱۵ اوت ۲۴۶۳                  | ۷:۳۷:۳۵                           | جزئی   | 70.8S 27.4E                                     | -1.3853 | 0.2892 |            |                         |      |
| ۱۳۳   | ۷۱  | ۲۵ اوت ۲۴۸۱                  | ۱۴:۴۹:۲۵                          | جزئی   | 71.4S 93.5W                                     | -1.4585 | 0.1568 |            |                         |      |
| ۱۳۳   | ۷۲  | ۵ سپتامبر ۲۴۹۹               | ۲۲:۰۵:۱۹                          | جزئی   | 71.9S 144.2E                                    | -1.5273 | 0.034  |            |                         |      |